# نيك هوغان
نيكولاس ألان بولليا (بالإنجليزية: Nick Hogan)‏ (27 يوليو 1990)  يعرف أيضا باسم نيك هوجان ممثل أمريكي وشخصية تلفزيونية وهو ابن المصارع المعتزل هولك هوغان.

## روابط خارجية
- نيك هوغان على موقع IMDb (الإنجليزية)
- نيك هوغان على موقع إن إن دي بي (الإنجليزية)
- نيك هوغان على موقع قاعدة بيانات الفيلم (الإنجليزية)